# Золотарёва, Дарья Петровна
Дарья Петровна Золотарёва (1914—2006) — телятница совхоза «Меркутлинский» Колосовского района Омской области, Герой Социалистического Труда (1966).

## Биография
Родилась 13 апреля 1914 года в селе Кутырлы (сейчас это — Тюкалинский район Омской области) в семье крестьянина.
Была неграмотна, получила начальное образование при Советской власти, когда были созданы ликбезы.
Работала на ферме телятницей. Муж в 1941 году ушёл на фронт и в этом же году погиб.
За послевоенные успехи в работе совхоза её постоянно ставили в пример, отмечали почётными грамотами, ценными подарками, премиями.
Указом Президиума Верховного Совета СССР от 22 марта 1966 года за достигнутые успехи в развитии животноводства, увеличении производства и заготовок мяса и другой продукции Золотарёвой Дарье Петровне присвоено звание Героя Социалистического Труда с вручением ордена Ленина и золотой медали «Серп и Молот».
Жила в селе Кутырлы Тюкалинского района, а потом уехала к дочери в Омск. Умерла 10 марта 2006 года. Похоронена на Южном кладбище.

## Награды
- Герой Социалистического Труда (1966)
- Орден Ленина (1966)
- медали